# Chiesanuova (Sannicola)
Chiesanuova è una frazione di circa 800 abitanti del comune di Sannicola in provincia di Lecce. È situata a sud-ovest del capoluogo comunale, a 5 km dal mare Ionio.

## Storia
Le origini di questo piccolo centro sono da rintracciarsi nel progressivo abbandono, intorno al XVIII secolo, della vicina contrada Juri. Il centro cominciò ad espandersi a partire dalla metà del Settecento e l'attuale nome si deve alla costruzione di una nuova chiesa antecedente all'attuale chiesa dell'Immacolata che fu costruita a partire dal 1930. In origine questo territorio aveva il nome di Li Calò per la parte più a valle e di Sargente (ossia Sergente) per quella a monte. Quest'ultima prendeva il nome dal sergente Antonio Nisi, comandante della guarnigione di Gallipoli, che in questa zona aveva la propria abitazione costruita intorno al 1640.

## Monumenti e luoghi d'interesse
- Chiesa dell'Immacolata, 1930. Nella piazza principale,  è in stile neoromanico, con facciata a salienti, decorazioni ad arcatelle cieche, finestre monofore e portale a tutto sesto. Il campanile è a torre cuspidata, l'interno a navata unica ha abside semicircolare, altare preceduto da arco trionfale,  e decorazioni pseudo romaniche.
- Nuova chiesa della Beata Vergine Immacolata: si trova in una traversa della frazione, verso la periferia. Fu costruita negli anni '70, l'impianto tuttavia mostra tracce classiche a rettangolo elaborato, con facciata preceduta da portico e campanile a torre.

## Cultura

### Eventi
- Festa Sant'Antonio da Padova 12-13 giugno
- Festa Santi Martiri Cosma e Damiano 26-27 settembre
- Festa della Madonna Immacolata protettrice della frazione - 8 dicembre
- sagra "della mpilla" agosto
- Focareddha di Sant'Antonio Abate sabato successivo il 17 gennaio

## Infrastrutture e trasporti

### Strade
I collegamenti stradali principali sono rappresentati da:
- Strada statale 101 Salentina di Gallipoli Lecce-Gallipoli.

Il centro è anche raggiungibile dalle strade provinciali interne: SP52 Sannicola-Chiesanuova-Gallipoli.

### Ferrovie
La frazione di Chiesanuova è servita da una stazione ferroviaria posta lungo la linea Zollino-Gallipoli delle Ferrovie del Sud Est.

### Aeroporti
Gli aeroporti civili più vicini sono:
- Aeroporto Internazionale del Salento con sede a Brindisi.
- Aeroporto di Taranto-Grottaglie "Marcello Arlotta", che effettua servizi di linea per il traffico passeggeri con voli charter.
- Aeroporto internazionale di Bari "Karol Wojtyla".